# Curepipe Starlight SC
El Curepipe Starlight SC es un equipo de fútbol de Mauricio que participa en la Segunda División de las islas Mauricio, la tercera categoría de fútbol en el país.

## Historia
Fue fundado en el año 1955 en la ciudad de Vacoas, ganado su primera Liga en el 2007 y participando en su primer torneo internacional en el 2008.
Hizo historia al ser el primer equipo de Mauricio en jugar en el Stade Said Mohamed Cheikh de Moroni, en las Islas Comoros para sus juegos en la Liga de Campeones de la CAF.

## Palmarés
- Liga Premier de las islas Mauricio: 4

2007, 2008, 2009, 2012/13
- Copa de Mauricio: 3

2006, 2008, 2013
- Copa de la República de Mauricio: 2

2007, 2008

## Participación en competiciones de la CAF
| Temporada | Torneo                       | Ronda      | Club                 | Casa | Visita | Global |
| --------- | ---------------------------- | ---------- | -------------------- | ---- | ------ | ------ |
| 2007      | Copa Confederación de la CAF | Preliminar | AJESAIA              | 1-0  | 0-4    | 1-4    |
| 2008      | Liga de Campeones de la CAF  | Preliminar | Coin Nord            | 2-0  | 0-1    | 2-1    |
| 2008      | Liga de Campeones de la CAF  | 1          | Mamelodi Sundowns FC | 0-1  | 0-3    | 0-4    |
| 2009      | Liga de Campeones de la CAF  | Preliminar | SuperSport           | 2-5  | 0-3    | 2-8    |